# Herrarnas scullerfyra i rodd vid olympiska sommarspelen 2016
Herrarnas scullerfyra i rodd vid olympiska sommarspelen 2016 avgjordes mellan den 6 och 11 augusti 2016 i Rio de Janeiro.

## Resultat

### Försöksheat
De två första i varje försöksheat gick vidare till A-finalen medan övriga gick till återkvalet.

#### Försöksheat 1
| Placering | Roddare                                                     | Land        | Tid      | Noteringar |
| --------- | ----------------------------------------------------------- | ----------- | -------- | ---------- |
| 1         | Andrei Jämsä Allar Raja Tõnu Endrekson Kaspar Taimsoo       | Estland     | 5.51,710 | FA         |
| 2         | Dmytro Mikhay Artem Morozov Oleksandr Nadtoka Ivan Dovhodko | Ukraina     | 5.52,900 | FA         |
| 3         | Philipp Wende Lauritz Schoof Karl Schulze Hans Gruhne       | Tyskland    | 5.53,630 | R          |
| 4         | Nathan Flannery John Storey George Bridgewater Jade Uru     | Nya Zeeland | 5.59,130 | R          |
| 5         | Julien Bahain Robert Gibson Will Dean Pascal Lussier        | Kanada      | 6.34,550 | R          |

#### Försöksheat 2
| Placering | Roddare                                                                        | Land           | Tid      | Noteringar |
| --------- | ------------------------------------------------------------------------------ | -------------- | -------- | ---------- |
| 1         | Karsten Forsterling Alexander Belonogoff Cameron Girdlestone James McRae       | Australien     | 5.50,980 | FA         |
| 2         | Mateusz Biskup Wiktor Chabel Dariusz Radosz Mirosław Ziętarski                 | Polen          | 5.51,280 | FA         |
| 3         | Nico Stahlberg Augustin Maillefer Roman Röösli Barnabé Delarze                 | Schweiz        | 5.51,520 | R          |
| 4         | Jack Beaumont Sam Townsend Angus Groom Peter Lambert                           | Storbritannien | 5.52,770 | R          |
| 5         | Dovydas Nemeravičius Martynas Džiaugys Dominykas Jančionis Aurimas Adomavičius | Litauen        | 5.58,700 | R          |

### Återkval
De två första i återkvalet gick vidare till A-finalen medan övriga gick till B-finalen.
| Placering | Roddare                                                                        | Land           | Tid     | Noteringar |
| --------- | ------------------------------------------------------------------------------ | -------------- | ------- | ---------- |
| 1         | Philipp Wende Lauritz Schoof Karl Schulze Hans Gruhne                          | Tyskland       | 5.51,43 | FA         |
| 2         | Jack Beaumont Sam Townsend Angus Groom Peter Lambert                           | Storbritannien | 5.53,10 | FA         |
| 3         | Dovydas Nemeravičius Martynas Džiaugys Dominykas Jančionis Aurimas Adomavičius | Litauen        | 5.55,78 | FB         |
| 4         | Nico Stahlberg Augustin Maillefer Roman Röösli Barnabé Delarze                 | Schweiz        | 5.56,13 | FB         |
| 5         | Julien Bahain Robert Gibson Will Dean Pascal Lussier                           | Kanada         | 5.56,28 | FB         |
| 6         | Nathan Flannery John Storey George Bridgewater Jade Uru                        | Nya Zeeland    | 5.58,92 | FB         |

### Finaler

#### Final B
| Placering | Roddare                                                                        | Land        | Tid     | Noteringar |
| --------- | ------------------------------------------------------------------------------ | ----------- | ------- | ---------- |
| 1         | Nico Stahlberg Augustin Maillefer Roman Röösli Barnabé Delarze                 | Schweiz     | 6.11,18 |            |
| 2         | Julien Bahain Robert Gibson Will Dean Pascal Lussier                           | Kanada      | 6.13,55 |            |
| 3         | Dovydas Nemeravičius Martynas Džiaugys Dominykas Jančionis Aurimas Adomavičius | Litauen     | 6.15,16 |            |
| 4         | Nathan Flannery John Storey George Bridgewater Jade Uru                        | Nya Zeeland | 6.18,92 |            |

#### Final A
| Placering | Roddare                                                                  | Land           | Tid     | Noteringar |
| --------- | ------------------------------------------------------------------------ | -------------- | ------- | ---------- |
| 1         | Philipp Wende Lauritz Schoof Karl Schulze Hans Gruhne                    | Tyskland       | 6.06,81 |            |
| 2         | Karsten Forsterling Alexander Belonogoff Cameron Girdlestone James McRae | Australien     | 6.07,96 |            |
| 3         | Andrei Jämsä Allar Raja Tõnu Endrekson Kaspar Taimsoo                    | Estland        | 6.10,65 |            |
| 4         | Mateusz Biskup Wiktor Chabel Dariusz Radosz Mirosław Ziętarski           | Polen          | 6.12,09 |            |
| 5         | Jack Beaumont Sam Townsend Angus Groom Peter Lambert                     | Storbritannien | 6.13,08 |            |
| 6         | Dmytro Mikhay Artem Morozov Oleksandr Nadtoka Ivan Dovhodko              | Ukraina        | 6.16,30 |            |